# Абера Кума
Абера Кума (род. 31 августа 1990) — эфиопский легкоатлет, который специализируется в беге на длинные дистанции. Чемпион Африки среди юниоров 2009 года в беге на 5000 метров. На чемпионате мира по кроссу 2010 года стал бронзовым призёром в командном зачёте, а также занял 16-е место в личном первенстве.

## Достижения
Серебряный призёр пробега Zevenheuvelenloop 2010 года. В 2011 году занял 14-е место на соревнованиях Prefontaine Classic в беге на 10 000 метров. На чемпионате мира 2011 года занял 5-е место.
Победитель полумарафона Эгмонд-ан-Зее 2013 года с результатом 1:01.20.
24 января 2014 года занял 10-е место на Дубайском марафоне с результатом 2:09.53. В качестве награждения он получил 8000 долларов США.
28 сентября занял 3-е место на Берлинском марафоне — 2:05.56. По ходу марафона он вместе с Эммануэлем Мутаи и Джеффри Кипсангом установил мировой рекорд на дистанции 30 километров по шоссе — 1:27.37.
12 апреля 2015 года выиграл Роттердамский марафон с результатом 2:06.47.